# Balangodski človek
Balangodski človek (znanstveno ime Homo sapiens balangodensis) je ime homininov iz poznega obdobja kvartarja na Šrilanki. Izraz se nanaša na anatomsko moderne Homo sapiens s krajev blizu Balangoda, ki so odgovorni za otoško mezolitsko balangodsko kulturo. Najzgodnejši dokaz Balangodskega človeka iz arheoloških zaporedij v jamah in drugih krajih sega 38.000 pred sedanjostjo in iz izkopanih skeletnih ostankov 30.000 pred sedanjostjo, kar je tudi najzgodnejši zanesljivi zapis anatomsko modernih ljudi v Južni Aziji. Kulturni ostanki, odkriti vzdolž skeletnih fragmentov, so geometrijski mikroliti, ki segajo 28.500 pred sedanjostjo, kar je skupaj z nekaterimi mesti v Afriki prvi zapis takih kamnitih orodij. 
Druga odkritja so različne rastline in živali, ki naj bi bile del njihove prehrane, npr. divja banana, navadni kruhovec (Artocarpus altilis) in ribje kosti ter predmeti, ki so bili uporabljeni kot osebni okraski, kot so biseri in zobje morskih psov, kar kaže na občasne stike z obalo, ki je oddaljena približno 40 km. Prav tako je verjetno, da je Balangodski človek obiskal planoto Horton na osrednjem visokogorju Šrilanke med letnim ciklusom zbiranja živil, kot so žita in lovne živali, najverjetneje divje govedo in jelenjad.
Ocenjeno je, da ima Balangodski človek debelo lobanjo, vidne supraorbitalne grebene, depresivni nos, težko čeljust, kratek vrat in vidno velike zobe. Metrične in morfometrične značilnosti skeletnih fragmentov, pridobljenih iz jam, ki so bile zasedene v različnih obdobjih, so pokazale redko biološko afiniteto v časovnem obdobju približno 16.000 let in verjetnost biološkega kontinuuma s sedanjimi avtohtonimi ljudmi Vedda.

## Izvor
Arheološki podatki iz poznega pleistocena v Južni Aziji so bistveni za naše razumevanje razvoja sodobnega človeškega vedenja in kako se zgodnji ljudje širijo skozi Stari svet. V preteklih časih se je gibanje človeškega in živalskega prebivalstva s Indijskega kontinenta na Šrilanko in nazaj odvijalo preko kontinentalnega pasu, ki je obstajal med obema državama, in je bil okoli 7000 pred sedanjostjo potopljen pod Palkovim prelivom in Adamovim mostom. Ker je globina le okoli 70 m, kar je posledica podnebnih sprememb, vsaj zadnjih 500.000 let, je občasno povzročilo izpostavljenost epikontinentalnega pasu, ki tvori kopenski most, ki je približno 100 km širok in dolg 50 km.
Iz analize obalnih usedlin blizu Bundale v okrožju Hambantota na Šrilanki so paleontologi zbrali varne dokaze o prazgodovini živalstva na Šrilanki za 125.000 pred sedanjostjo. Izkopavanja območja so prinesla tudi orodja iz kremena, ki je verjetno pripadalo srednjemu paleolitskemu obdobju. Posledično nekateri verjamejo v možnost, da so na Šrilanki obstajali prazgodovinski ljudje od 500.000 pred sedanjostjo ali prej in menijo, verjetno pa vsaj 300.000 pred sedanjostjo. Nadaljnja analiza starodavnih obalnih peskov na severu in jugovzhodu otoka lahko prinese dokaze o takih zgodnjih hominidih.

## Šrilanška skeletna in kulturna odkritja
V primerjavi z zgodnjimi šrilanškimi fosili so ostanki fosilnih zapisov iz okoli 40.000 pred sedanjostjo in naprej veliko bolj popolni. Izkopani fosili skeletnih in kulturnih ostankov iz tega obdobja zagotavljajo najstarejšo evalvacijo anatomsko modernih Homo sapiens v Južni Aziji in nekaj najzgodnejših dokazov za uporabo določenega tipa kamnitih orodij. 
Jama Fa Hien v okrožju Kalutara na Šrilanki, ena največjih jam na otoku, je prinesla nekatere od najzgodnejših takih fosilov. Radiometrična datacija vzorcev izkopanega oglja je pokazala, da je bila jama zasedena od 34.000 do 5.400 pred sedanjostjo, obdobje, za katerega je bilo ugotovljeno, da je v skladu z naseljenostjo nekaterih drugih jam na otoku. Podatki iz kulturnih zaporedij v jami so predlagali nekoliko zgodnejšo naselitev z 38.000 pred sedanjostjo. Najstarejši skeletni ostanki, odkriti v jami Fa Hien, so bili otroci z radiokarbonskim datiranjem v 30.000pred sedanjostjo.
Jame v Batadomba lena, na nadmorski višini 460 m ob vznožju Sri Pada (Adamov vrh), so prinesle tudi nekaj pomembnih ostankov. Prvo izkopavanje jamskega dna v poznih 1930-ih je odkrilo skeletne drobce otroka in več odraslih. Izkopi leta 1981 so dali bolj popolne človeške skelete iz šestega stratuma (plast notranje sedimentne kamnine), ki so bili radiokarbonsko datirani iz povezanih vzorcev oglja na 16.000 pred sedanjostjo. Izkopi sedmega stratuma v naslednjem letu so dali še nadaljnje človeške ostanke skupaj z ogljem in 17 geometrijskimi mikroliti, tj. 1–4 cm dolgim trikotnim, trapeznim ali lunarnim kamnitim orodjem iz kremena, ki med drugimi predmeti tvorijo končne točke lovskega orožja, kot so kopje in puščice. Radiometrični preskusi na oglju so orodje postavili v približno 28.500 pred sedanjostjo.
Skupaj z nekaterimi lokalitetami v Afriki, ki so razkrili tudi geometrijske mikrolite iz konteksta, starejšega od 27.000 pred sedanjostjo, so tisti, ki so bili odkriti v jamah Beli lena v Kitulgali in Batadomba lena in iz dveh obalnih območij v Bundali, imajo najstarejše geometrijske mikrolite na svetu. Najzgodnejši datum za uporabo mikrolitske tehnologije v Indiji, ki znaša 24.500 pred sedanjostjo, v mestu Patne v Maharaštri, je le malo kasnejši kot prvi pojav na Šrilanki. Takšni zgodnji dokazi o mikrolitskih industrijah na različnih lokacijah v južni Aziji podpirajo stališče, da so se vsaj nekatere od teh industrij pojavile na regionalni ravni, morda se soočile z zahtevnimi podnebnimi, socialnimi ali demografskimi pogoji, namesto da bi jih prinesli od drugod. Zdi se, da se v Evropi najzgodnejši datumi za mikrolite začnejo od približno 12.000 pred sedanjostjo, čeprav je trend mikrolitske proizvodnje rezil morda iz 20.000 pred sedanjostjo. 
Mezolitski kraji v pokrajinah Sabaragamuva in Uva na Šrilanki so potrdili, da se je na otoku nadaljevala mikrolitska tehnologija, čeprav na nižji stopnji, do začetka zgodovinskega obdobja, tradicionalno v 6. stoletju pred našim štetjem. Kulturne sekvence v skalnih zatočiščih so pokazale, da so mikrolite postopoma nadomeščala druga orodja, vključno z mlinskim kamnom, možnarjem, terilnico in kamnitim kladivom proti poznemu pleistocenu, natančneje 13.000–14.000 pred sedanjostjo.
Druga območja, kjer so odkrili starodavne človeške skelete, so jame Beli lena in Bellanbandi Palassa v okrožju Ratnapura. Vzorci ogljika, ki ustrezajo fragmentom, so bili datirani na 12.000 pred sedanjostjo za zgodnejša mesta in 6500 pr. n. št. za poznejša, kar kaže, da je bil otok morda v tem časovnem obdobju razmeroma neprekinjeno zaseden. 

### Fizične lastnosti in kulturne prakse
Določeni vzorci Balangodskega človeka so bili ocenjeni na višino 174 cm pri moških in 166 cm za ženske, znatno višje kot današnje prebivalstvo Šrilanke. Imeli so tudi debele lobanje, vidne supraorbitalne grebene, depresivne nosove, težke čeljusti, kratke vratove in vidno velike zobe..
Poleg mikrolitov so v Bellanbandi Palassi odkrili ročne sekire iz mezo-neolotske dobe, ki so bile izdelane iz plošč, pridobljenih iz nožnih kosti slonov, pa tudi bodala ali tulce, izdelane iz jelenovega rogovja. V istem obdobju so to in druga nahajališča prinesla tudi dokaz o široki uporabi okre, udomačenih psov, diferencirane uporabe prostora, sklepanja o pogrebih in močno uporabo ognja.
Druga kulturna odkritja zanimiva iz mezo-neolotskega obdobja, so vsebovala izdelke za osebni okras in živali, ki so jih uporabljali kot hrano, npr. kosti rib, kroglice iz školjk in lupine školjk, vretenčarje, ostanke mehkužcev, karbonizirano divjo banano, kruhovec in polirane predmete iz kosti. 
Pogostost morskih školjk, zob morskega psa ki so se pojavili na različnih jamskih lokacijah, so nakazovali, da so prebivalci jam verjetno imeli neposreden stik z obalo, ki je bila oddaljena približno 40 km; Beli lena je pokazala tudi znake, da so prinesli sol.
Zdi se, da je mikrolitska tradicija sočasna z visoko mobilnostjo, uporabo virov deževnega gozda in prilagajanjem na spreminjajoče se podnebje in okolje. Odkritje geometrijskih mikrolitov na planoti Horton nakazuje, da so območje obiskali prazgodovinski ljudje iz mezolitskega obdobja. Ena možna razlaga je, da so v svojem letnem ciklusu hranjenja prazgodovinski lovci in nabiralci, ki so živeli v nižjih skalnih zavetiščih, redno obiskali Hortonske planote za lov, mogoče na divje govedo in jelenjad ter zbiranje živil, kot so divje žitarice. Zdi se, da planota Horton ni bila uporabljena za trajnejše naseljevanje. Iz poznih pleistocenskih in holocenskih obdobij obstajajo dokazi za uporabo več rastlinskih virov nizkih deževnih gozdov, vključno z divjim kruhovcem in bananami ter canarium oreščki.
Zdi se, da se je v nekaterih tropskih regijah na začetku holocena začel prehod iz lovske proizvodnje v proizvodnjo hrane z domačimi žiti in drugimi rastlinami. Do takrat so ljudje verjetno izkoriščali vire planote Horton, travnate površine in deževni gozd, uporabljali tehnike požigalništva ter omogočili rast riževih polj.

## Povezava z avtohtonimi ljudmi
Kot prazgodovinski ljudje na otoku zgodovinski viri opisujejo prebivalce Šrilanke, Vedda ljudi, ki so lovci in nabiralci, ki so naselili naravne jame in trgovali s pegatkami in medom za kovinske puščice in kopja s sosednjimi populacijami. Ti prebivalci so bili predvsem potomci populacij iz Bližnjega vzhoda, Evrope in indijskega celinskega ozemlja, ki so v različnih obdobjih prišli po morskih poteh ali iz Indije. V preteklih letih so nekatere Vedde ostali v jamah, drugi so se bodisi asimilirale s sosednjimi vaščani ali pa se pridružili vojaškim pohodom, ki so jih vodili kralji v času Kandijskega kraljestva od konca 15. stoletja do začetka 19. stoletja. Medtem ko je naslov Vedda sprejela tudi današnja kmečka populacija na Šrilanki, je še vedno nejasno ali imajo korenine v populacijah Vedda, za katere je značilen lov in nabiralništvo.
Metrične in morfometrične značilnosti analiziranih skeletnih ostankov iz šrilanških jam so razkrile podobne anatomske lastnosti, ki signalizirajo verjetnost biološkega kontinuuma pred prazgodovinskimi lovci-nabiralci otoka do Vedd in tesno biološko afiniteto v obdobju približno 16.000 let. To ni presenetljivo glede na relativno geografsko izolacijo otoka do petega stoletja pred našim štetjem, ko so prišli naseljenci iz indijske celine. Vedde so torej pomembni za vprašanje stopnje relativne izolacije starih in sodobnih homo sapiensov na Šrilanki od populacij južne Indije.
Vedda imajo relativno manjšo postavo, znatno bolj robustne lobanje, zobne razlike, vključno z nekoliko večjim kočnikom in večjo lobanjsko raznolikost kot populacije južne Indije. Medtem ko se nekatere od teh značilnosti razlikujejo tudi od Sinhalcev in Tamilcev na otoku, in Vedd s portugalskim, nizozemskim ali britanskim poreklom, nekateri trdijo, da se med sedanjimi pojavijo nekatere druge značilnosti, vključno z genetskimi lastnostmi Lankanov, kar nakazuje, da njihova dediščina sledi nekim od najzgodnejših človeškim naseljencem na otoku. 
Nedavna genetska študija je odkrila domače prebivalce Vedde najverjetneje najstarejše prebivalce Šrilanke. Ugotovljeno je bilo, da so ljudje mitohondrijski sekvenci Vedde bolj povezani s Sinhalci in šrilanskimi Tamilci kot z indijskimi Tamilci. 
Na Šrilanki ni bilo starih študij DNK o paleolitskih ali mezolitskih ostankih.

## Prazgodovinske jame
- Belilena – Kitulgala
- Wavula Pane – Ratnapura
- Batadombalena – Kuruwita
- Jama Fa Hien – Kalutara
- Bellanbandi Palassa – Pansadara Chena, Balangoda
- Planota Horton
- Dorawaka Lena – Kegalle